# Александр Флойд
Вільям Фаріс Блеклі (англ. Alexander Geoffrey Floyd, 1926—2022) — австралійський ботанік з експертними знаннями про рослини тропічних лісів, зокрема про дерева тропічних лісів Нового Південного Уельсу. Він працював з Лісовою комісією Нового Південного Уельсу, Департаментом лісового господарства Папуа-Нової Гвінеї та Службою національних парків та дикої природи Нового Південного Уельсу. Він допоміг створити Регіональний ботанічний сад Північного узбережжя в Коффс-Гарбор. На його честь названо два роди та кілька видів рослин, зокрема Floydia, Alexfloydia, Acacia floydii та Endiandra floydii.

## Біографія
Алекс Флойд виховувався в сім'ї, де йому всіляко заохочували розвивати інтерес до рослинного світу. У 1947 році він вступив до Мельбурнського університету, де досяг успіхів у ботаніці, і його здібності продовжували проявлятися, коли він перейшов до Австралійської лісницької школи в Канберрі в 1949 році. Його кар'єра включала службу в Департаменті лісового господарства Папуа-Нової Гвінеї та 30 років роботи в Лісовій комісії Нового Південного Уельсу.
Завдяки видатним знанням Алекса Флойда про флору тропічних лісів, Лісова комісія організувала його відрядження до Служби національних парків та дикої природи Нового Південного Уельсу, щоб він міг провести огляд стану збереження тропічних лісових громад штату. Він пішов у відставку з державної служби в 1988 році.
Він брав активну участь у створенні Регіонального ботанічного саду Північного узбережжя в Кофс-Харбор, а гербарій, який він створив під час роботи в лісовому господарстві, був переданий до цього ботанічного саду після його виходу на пенсію.
Флойд мав експертні знання про флору тропічних лісів, а його книга «Дерева тропічних лісів Нового Південного Уельсу» (N.S.W. Rainforest Trees) у десяти частинах (1960–80), опублікована в «Дослідницьких нотатках» (Research Notes) Комісії, містить вичерпний опис великої кількості видів.

## Відзнаки та нагороди
У 2008 році Флойд був нагороджений медаллю Ордена Австралії «за заслуги перед ботанікою, зокрема, через дослідження та ідентифікацію рослин субтропічних дощових лісів та через підтримку Регіонального ботанічного саду Північного узбережжя, а також за охорону природи та екологічну освіту».